# هولدن وی‌وای کمودور
هولدن وی‌وای کمودور (Holden VY Commodore) خودرویی است که در از سپتامبر ۲۰۰۲ تا اوت ۲۰۰۴ در استرالیا تولید شده‌است.
طراحی آن خودروهای موتور جلو-محور عقب بوده طول آن در حالت طبیعی ۴٬۸۹۱ میلیمتر (۱۹۲٫۶ اینچ) است. سیستم جعبه‌دندهٔ آن ۴ دنده به دو صورت خودکار و دستی است.

## نگارخانه

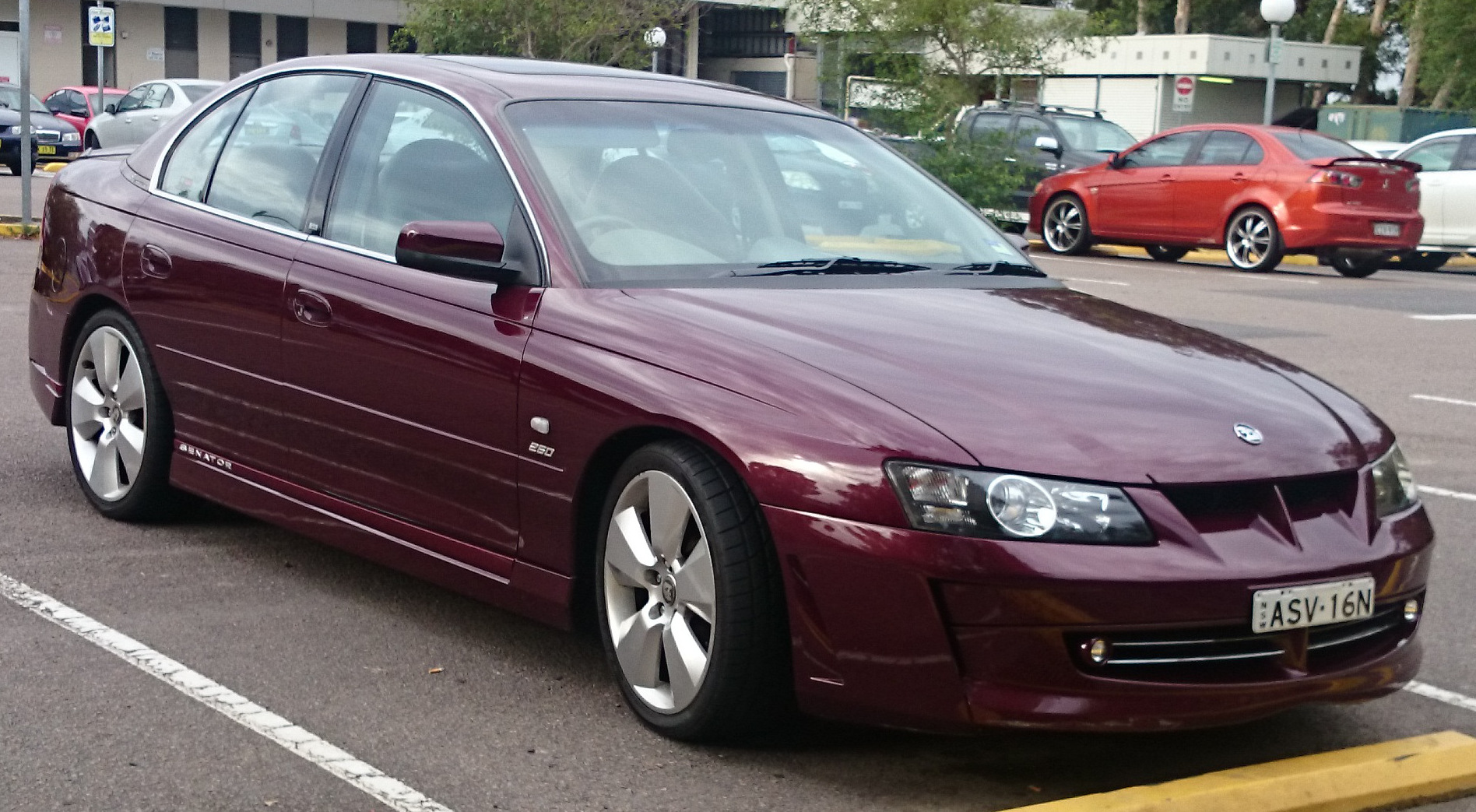